# Vía Colectora Guayabal-La Pila
La Vía Colectora Guayabal-La Pila (E482A) es una vía secundaria de sentido norte-sur ubicada en la Provincia de Manabí.  Esta se inicia en la Transversal Central (E30) en el sector denominado Guayabal (a medio camino entre Montecristi y Portoviejo). A partir de su origen, la colectora se extiende en sentido sur hasta finalizar su corto recorrido en la Vía Colectora Montecristi-Nobol (E482) en el sector conocido como La Pila.

## Localidades Destacables
De Oeste a Este:
- Guayabal, Manabí
- La Pila, Manabí

- Datos: Q2976437